# 鵜坂村
鵜坂村（うさかむら）は、かつて富山県婦負郡にあった村。

## 沿革
- 1889年（明治22年）4月1日 - 町村制の施行により、婦負郡鵜坂村、鵜坂新村、上田島村、田島村、宮ケ島村、分田村、島黒瀬村、上轡田村、下轡田村、板倉御明村の区域一部、上新川郡羽根新村、東本郷村、西本郷村、下板倉村、下板倉新村、野替村、和田村、和田新村、西塚原村、増田村の区域の一部及び羽根村の区域の一部の区域をもって、婦負郡鵜坂村が発足する。村役場は大字上田島に置かれた[2]。
- 1942年（昭和17年）6月1日 - 婦負郡速星村及び鵜坂村が合併して、婦負郡婦中町が発足する[3]。

## 歴代村長
出典→
1. 竹内弥一郎（1889年5月 - 1892年3月）
2. 谷野四八（1892年4月 - 1897年7月）
3. 竹内弥一郎（1897年8月 - 1909年12月）
4. 高柳留次郎（1909年12月 - 1922年11月）
5. 本波慶太郎（1922年12月 - 1929年3月）
6. 宮崎治右衛門（1929年4月 - 1933年4月）
7. 竹内拙堂（1933年5月 - 1936年2月）
8. 岡村市郎（1936年3月 - 1941年12月）
9. 竹内拙堂（1941年12月 - 1942年5月31日）